# John Playfair
John Playfair, född 10 mars 1748 i Benvie nära Dundee, död 20 juli 1819 i Burntisland i Fife, var en skotsk matematiker. Han var bror till ingenjören William Playfair. 
Playfair var först präst, blev sedan professor i matematik (1785) och i fysik (1805) vid Edinburghs universitet. Mest bekant av hans arbeten är Illustrations of the Huttonian Theory of the Earth (1802; fransk översättning 1815), i vilket James Huttons teori för jordklotets bildning behandlas. Bland hans övriga skrifter kan nämnas Dissertation on the Progress of Mathematical and Physical Science Since the Revival of Learning in Europe (supplement till fjärde till och med åttonde upplagorna av "Encyclopædia Britannica") och Elements of Geometry (1795, flera upplagor). Hans Works utgavs 1822 samlade i fyra band.